# Almudín de Játiva
El Almudín (en valenciano l'Almodí) de Játiva (Valencia) se sitúa en el centro de la ciudad junto al edificio contiguo que fue el del Peso Real. Su uso inicial fue comercial, destinándose actualmente a Museo de la Ciudad (Museu de la Ciutat). Se trata de un edificio de  estilo gótico valenciano construido en entre 1530 y 1548.

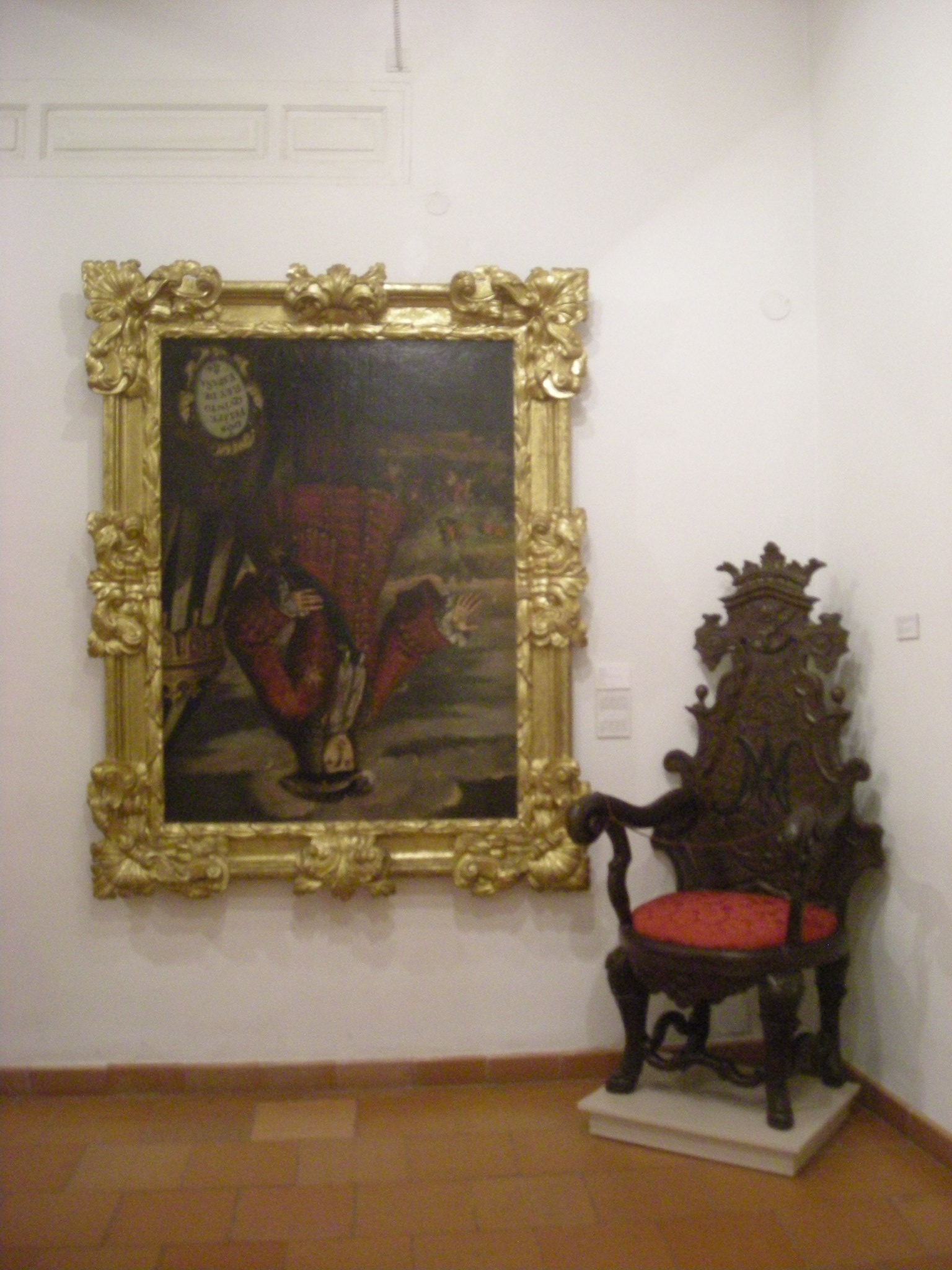
Imagen de Felipe V cabeza abajo, que se expone en el Museo de la Ciudad.

## Descripción
Se trata de un edificio de planta trapezoidal con fachadas a dos calles que cuenta con un patio rectangular con galerías. En sus lados mayores dispone de tres arcos de medio punto, mientras que en los menores cuenta con un arco, todos ellos sobre columnas jónicas. Las galerías se cubren con vigas y revoltones y la jácenas recaen sobre ménsulas decoradas.
La fachada se resuelve mediante zócalo de sillería sobre el que se desarrollan muros de ladrillo enlucido. La portada es de medio punto con dovelas alargadas, sobre ella se encuentra la inscripción antes referida y el arrabá poligonal en el que se encuentran tres escudos de armas de Valencia.
En cuanto al uso inicial, en la planta baja se realizaban las contrataciones y venta del trigo, mientras que la superior era utilizada para el almacenamiento del trigo, uso que perduró hasta principios del siglo XX.

## El retrato de Felipe V
En el museo se exponía boca abajo un retrato del rey Felipe V. Ese retrato se colocó así por iniciativa de Carlos Sarthou Carreres, quien dirigió el museo hasta 1961. Con la apertura del museo de bellas artes a pocos metros de donde se sitúa el Almudín, el retrato fue trasladado dejando el museo destinado a la arqueología.